# Elenovca, Dondușeni
Elenovca (în perioada interbelică atestat cu denumirea Elena-Doamnă) este un sat din cadrul comunei Tîrnova din raionul Dondușeni, Republica Moldova. Este amplasat la 2 km distanta de Briceva și 5 km de Tîrnova, și are o suprafața de 1 km2.

## Etimologie
Numele actual al satului, atestat în 1922, este o adaptare sovietică a denumirii interbelice Elena Doamnă, oferită în onoarea principesei moștenitoare Elena a României.

### Toponimie locală
Fântâna pecetluită  de la Elenăuca, sau „fântâna cea cu douăsprezece uși”, care ar fi de la turci, ca și altele similare are o istorie legendară și neclară. Locul ei e unde era pristanca străjerilor, lângă podul peste Răut, pentru supravegherea comerțului evreilor din colonia Briceva. Fântâna ar fi acoperită, pentru totdeauna, cu aceste 12 „uși”, adică straturi de lut și lână, ca cu un „capac de pământ” rezistent. Bătrânii  nu cunosc pricina pecetluirii (nu puteau fi curățate după înec, sau altcareva ar fi motivul) dar spun ce li s-a transmis: „ca nimeni să nu îndrăznească a le descoperi, că ține de necazuri”.

## Istorie
În a doua jumătate a secolului XIX, locul actualei localități din dreapta Răutului se nume „La bordei". La aceasta „pristancă” (punct de trecere) se întretăia drumul Răutului (ce era pe malul drept) cu cel ce urca (pe hotarul de voloste) spre colonia evreiească Briceva, venind dinspre Frasin, peste „Capul Piscului”, unde se mărginesc pământurile Tîrnovei, Baraboiului și Codrenilor-Noi. Localitatea este menționată pentru prima dată în documentele oficiale în revista „Bessarabskie gubernskie vedomosti” din 30 ianuarie 1916.
La începutul sec. XX, mahalaua de pe malul drept al Răutului era denumită Ionești, iar partea de pe malul stâng purta denumirea de Elena-Doamnă. Statisticile din perioada interbelică indică doar un singur sat Elena-Doamnă din cadrul comunei Briceva. Populația era preocupatăîn agrucultură, printre meșteșugari locali erau doi lăcătuși (Cighiru Vladimir, Cuzneț Nicolai) și un sobar (Cighiru Eftimie). La recensământul din 1930 populația constituia în total 167 de oameni inclusiv: 24 români, 26 ruși, 101 ucraineni și 5 polonezi. În 1941 în Elena-Doamnă au fost înregistrate 53 de clădiri și 223 de locuitori.
În anul 1971 aici mai funcționa o școală primară și un magazin, care în prezent nu mai sunt. În 1989 aici își duceau traiul 11 locuitori, 1 român și 10 ucraineni. La ultimul recensământ din 2004 în Elenovca au fost înregistrați numai 8 locuitori, în 2011 populația era de doar 2 persoane. Cătunul e pe cale de dispariție.

## Populație
Moldoveni (37,5%)
     Ucraineni (50%)
     Ruși (12,5%)
Primul recensământ care a inclus separat localitatea Elena-Doamnă, din 1930, a înregistrat 167 de locuitori. În istoria satului maximul demografic atins în 1941 – 223 oameni. Evenimentele din anii 40, s-au răsfrânt negativ asupra satului Elenovca. Mic precum era, sovieticii au deportat 14 oameni în Siberia. În următori declinul a continuat, în 1970 numărul locuitorilor era de 110 persoane, în până în 1979 ani s-a redus cu 58 de oameni, ceea ce reprezintă o scădere 52,7% față de anul 1970. În acea perioada satul a fost declarat fără perspectivă și a încetat să se dezvolte. În 1989 populația s-a mai înjumătățit, fiind de 22 de oameni, în 1994 iarăși s-a redus, constituind 11 persoane. La recensământul din 2004 au fost înregistrate 8 locuitori, inclusiv 62,5% - bărbați și 37,5% - femei. Componența etnică era următoare: ucraineni - 50,0% români - 37,5% și ruși - 12,5%.
| An   | Populație |
| ---- | --------- |
| 1930 | 167       |
| 1941 | 223       |
| 1970 | 110       |
| 1979 | 52        |
| 1989 | 22        |
| 2004 | 8         |
| 2014 | 6         |